# Російсько-Таджицький (Слов'янський) університет
Російсько-Таджицький (Слов'янський) університет (тадж. Донишгоҳи славянии Тоҷикистон-Русия, рос. Российско-Таджикский (Славянский) Университет, РСТУ) — міждержавний вищий навчальний заклад Республіки Таджикистан і Росії, розташований у таджицькій столиці місті Душанбе.

## Загальні дані
Російсько-Таджицький (Слов'янський) університет розташований у сучасному корпусі за адресою:
вул. Турсун-заде, буд. 30, м. Душанбе (Республіка Таджикистан).
Станом на 2008 рік в університеті навчалось близько 3 600 студентів, працювало близько 200 викладачів.
Чинний ректор вишу — доктор філологічних наук, професор Мухаммадюсуф Сайдалієвич Імомов.

## З історії та сьогодення університету
Російсько-Таджицький (Слов'янський) університет створений 5 квітня 1996 року згідно з Постановою Уряду Республіки Таджикистан. 
Виш користується статусом державних університетів країн-упорядників — Російської Федерації та Республіки Таджикистан.
Упродовж існування виш пережив декілька реорганізацій — у його складі на початку було лише 2 факультети (гуманітарний та економіко-правовий), нині (2010) — 4.
При Російсько-Таджицькому (Слов'янському) університеті діє Фонд «Русский мир». 

## Структура університету
На даний час (2010) у Російсько-Таджицькому (Слов'янському) університеті функціонують 4 факультети:
- економічний факультет;
- юридичний факультет;
- філологічний факультет;
- факультет історії та міжнародних відносин.

Працює також відділення довузівської підготовки та додаткових освітніх послуг (ліцей, підготовчі курси, курси додаткової підготовки).
Навчання студентів здійснюється за 25 спеціальностями.

## Виноски
1. ↑  Навчально-виробнича структура університету [Архівовано 2009-01-23 у Wayback Machine.] на Офіційний сайт університету [Архівовано 2010-03-30 у Wayback Machine.] (рос.)
2. ↑  Історія (університету) [Архівовано 23 січня 2009 у Wayback Machine.] на Офіційний сайт університету [Архівовано 30 березня 2010 у Wayback Machine.] (рос.)
3. ↑  Факультети [Архівовано 1 квітня 2010 у Wayback Machine.] на Офіційний сайт університету [Архівовано 30 березня 2010 у Wayback Machine.] (рос.)